# 21 Lições para o Século 21
21 Lições para o Século 21 é um livro do historiador Yuval Harari lançado em 30 de agosto de 2018. O autor afirmou que o livro tem como objetivo responder à questão: "o que está acontecendo no mundo hoje, qual é o sentido mais profundo desses eventos e como podemos individualmente nos guiar através deles?" As questões que ele propôs explorar incluem "o que a ascensão de Trump significa, se Deus está de volta ou não, e se o nacionalismo pode ajudar a resolver os problemas do aquecimento global."
A obra reúne artigos já publicados e palestras do autor sobre trabalho, liberdade e vigilância, nacionalismo, religião, imigração, educação, guerras, política, fake news, clima, etc. “O livro procura usar as perspectivas e lições de longo prazo dos primeiros dois livros para dar clareza aos debates políticos atuais”. As duas obras anteriores de Harari foram Sapiens: Uma Breve História da Humanidade e Homo Deus: Uma Breve História do Amanhã. Essas obras venderam mais de 12 milhões de exemplares em 45 idiomas.
A compra dos direitos de publicação do livro no Brasil foi concretizada durante a Feira do Livro de Frankfurt, de acordo com a editora, Companhia das Letras.

## Críticas
John Thornhill, do Financial Times, disse que "embora [o livro] 21 lições seja iluminado por lampejos de aventura intelectual e inspiração literária, ele é provavelmente o menos esclarecedor dos três livros" escritos por Harari, e que muitas das observações contidas nele parecem ser recicladas dos dois anteriores.
Gavin Jacobson, para a revista britânica New Statesman, vê o livro como "um estudo cheio de promessas, mas pobre de significado", com conselhos "ou demasiado vagos, ou vazios demais para providenciar qualquer orientação significativa". O livro recebem também elogios, como o do Bill Gates, que chamou o livro "fascinante" e seu autor "um escritor tão estimulante que, mesmo quando eu discordei, eu queria continuar lendo e pensando."

## Controvérsia com a tradução russa
A tradução russa do livro foi publicada em junho de 2019. Porém, a imprensa russa percebeu que várias passagens do livro sobre o país e seu presidente, Vladimir Putin, foram excluídas da tradução. Mais especificamente, o capítulo sobre a pós-verdade começa, na edição russa, com os discursos de Donald Trump em vez das afirmações falsas de Putin durante a Anexação da Crimeia à Federação Russa.

## Principais temas e abordagens
Apesar do autor apresentar o Fim da história do cientista político nipo-americano Francis Fukuyama como um conceito duvidoso devido a continuidade das ditaduras no século XXI, ele também apresenta sua interpretação histórica como válida, tendo em vista que o liberalismo e a democracia liberal superaram o monarquismo da era vitoriana, as ditaduras fascistas e as ditaduras comunistas da Guerra Fria e tendendo a ter uma visão otimista do futuro político como uma civilização humana globalizada, democrática, socialmente liberal e com economia dominantemente capitalista—Embora coloque a economia capitalista moderna com duas facetas, uma do neoliberalismo e outra da social-democracia.
Harari também comenta muito e com muito entusiasmo sobre o crescimento implacável da inteligência artificial e da automação como forças que vieram para o bem e que irão substituir a vasta maioria dos empregos atualmente exercidos por seres humanos, uma mudança que permitirá mais facilidades e lazer as pessoas. Nesse assunto, Harari apresenta ao leitor o conceito de renda básica universal como uma solução de longo prazo aos humanos que ficaram totalmente desempregados pelas maquinas, reafirmando que a sociedade deve proteger humanos e não empregos. Embora também fale sobre os perigos dessas novas tecnologias em contexto de terrorismo.
Harari aborda também pensamentos filosóficos e antropológicos, como a negação do livre-arbítrio, criticas ao etnocentrismo e como judeu demonstra desgosto ao judaísmo como religião tribal. Ele evoca o leitor para aderir a um pensamento secularista e explica que ser secular não implica em ser ateu, ateocrata ou avesso a sua própria cultura ou tradição. 

## Sumário
PARTE I: O DESAFIO TECNOLÓGICO
- 1. Desilusão
  - O fim da história foi adiado
- 2. Trabalho
  - Quando você crescer, talvez não tenha um emprego
- 3. Liberdade
  - Big Data está vigiando você
- 4. Igualdade
  - Os donos dos dados são os donos do futuro

PARTE II: O DESAFIO POLÍTICO
- 5. Comunidade
  - Os humanos têm corpos
- 6. Civilização
  - Só existe uma civilização no mundo
- 7. Nacionalismo
  - Problemas globais exigem respostas globais
- 8. Religião
  - Deus agora serve à nação
- 9. Imigração
  - Algumas culturas talvez sejam melhores que outras

PARTE III: DESESPERO E ESPERANÇA
- 10. Terrorismo
  - Não entre em pânico
- 11. Guerra
  - Nunca subestime a estupidez humana
- 12. Humildade
  - Você não é o centro do mundo
- 13. Deus
  - Não tomarás o nome de Deus em vão
- 14. Secularismo
  - Tenha consciência de sua sombra

PARTE IV: VERDADE
- 15. Ignorância
  - Você sabe menos do que pensa que sabe
- 16. Justiça
  - Nosso senso de justiça pode estar desatualizado
- 17. Pós-verdade
  - Algumas fake news duram para sempre
- 18. Ficção científica
  - O futuro não é o que você vê nos filmes

PARTE V: RESILIÊNCIA
- 19. Educação
  - A mudança é a única constante
- 20. Sentido
  - a vida não é uma história
- 21. Meditação
  - Apenas observe

## Edições em português
- 21 Lições para o Século 21, tradução de Rita Canas Mendes. Elsinore, 1a. edição, agosto de 2018. ISBN 978-989-8864-38-3